# Четка за чишћење тоалета
Четка за чишћење тоалета je четка која се користи у тоалету како би се очистио унутрашњи део емајла WC шоље након пражњење столице или током чишћења средствима за чишћење.
Састоји се од дуге дршке и екстремитета који је сачињен од малих тврдих длака распоређених у полу-сферном облику. Обично се сложена на поду у вертикалном положају, у држачу четке , поред WC шоље. Држач четке скрива четкасти део док неки модели сакривају и дршку. 
Неке четке за тоалет су састављене од две главе које омогућавају класично чишћење WC-а, али и чишћење неприступачних ивица керамике.
Постоје четке чији се крај окреће помоћу електромотора или за једнократну употребу.